# 訃報 1990年5月
訃報 1990年5月（ふほう 1990ねん5がつ）では、1990年（平成2年）5月中に物故した、又は物故が報じられた人物についてまとめる。

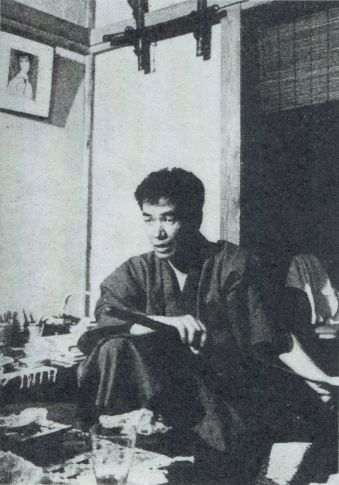
池波正太郎 / 5月3日没

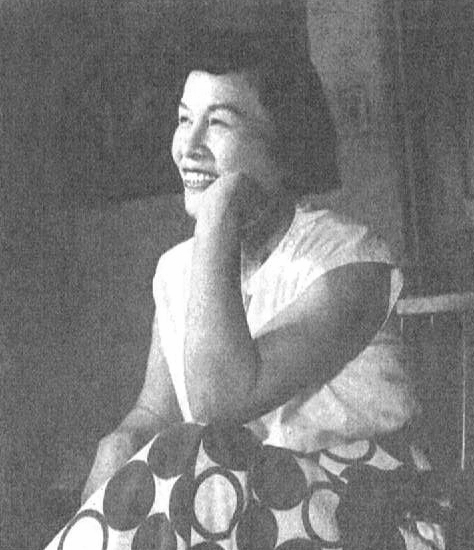
岸輝子 / 5月10日没

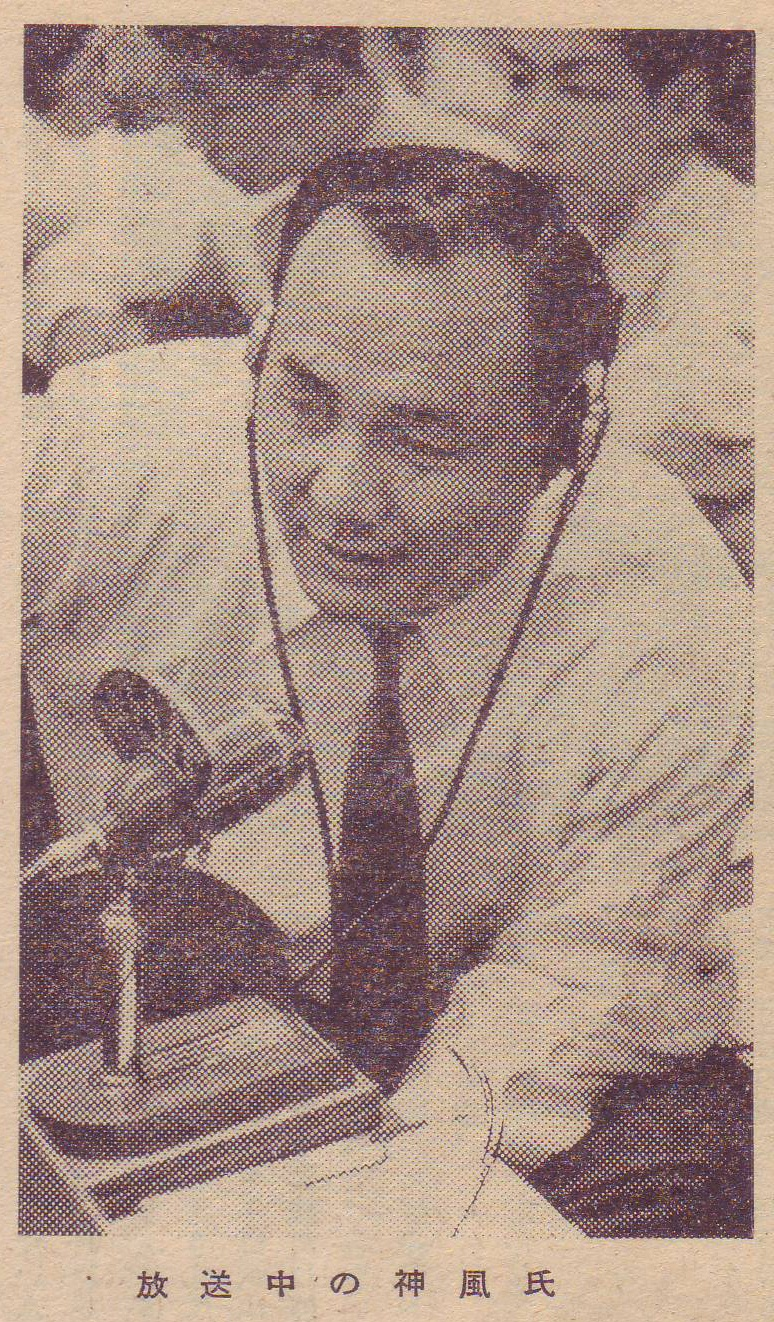
神風正一／5月15日没

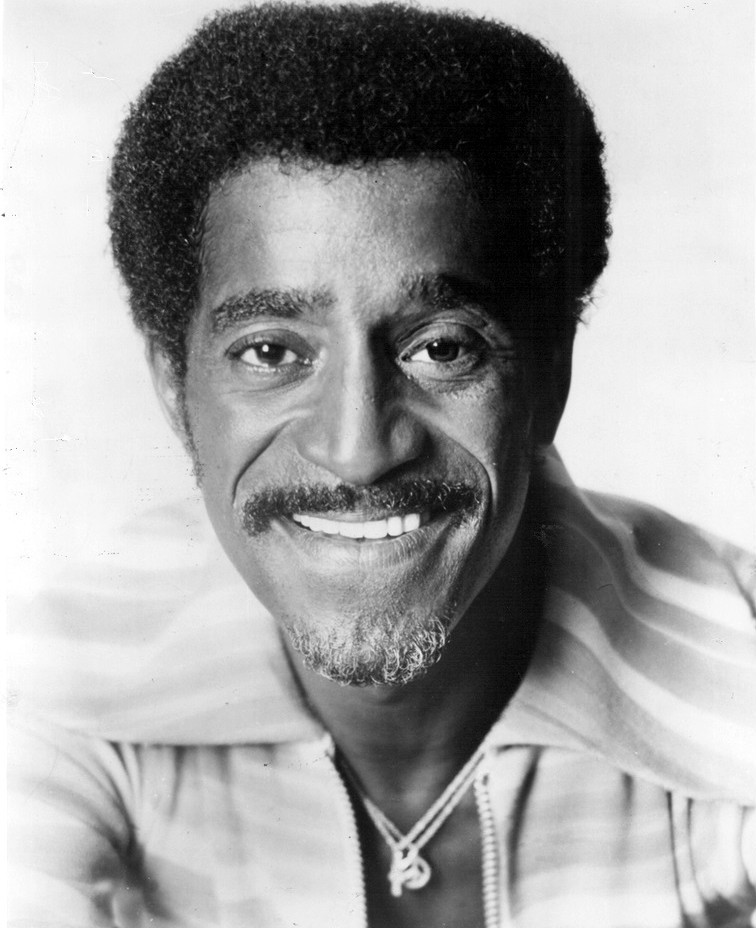
サミー・デイヴィスJr.／5月16日没

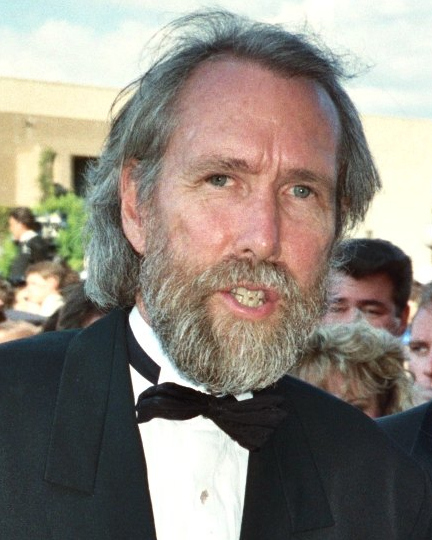
ジム・ヘンソン / 5月16日没

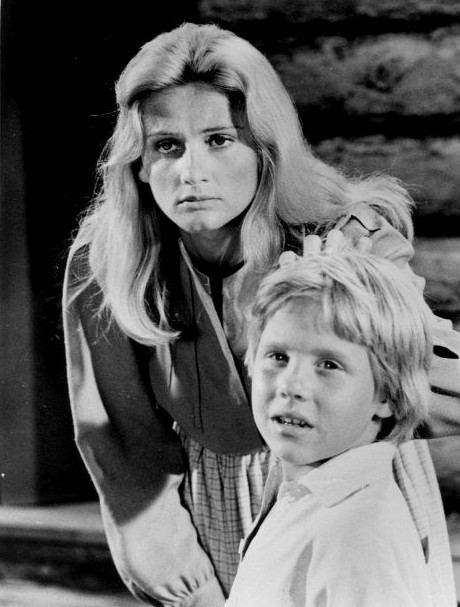
ジル・アイアランド（後方） / 5月18日没

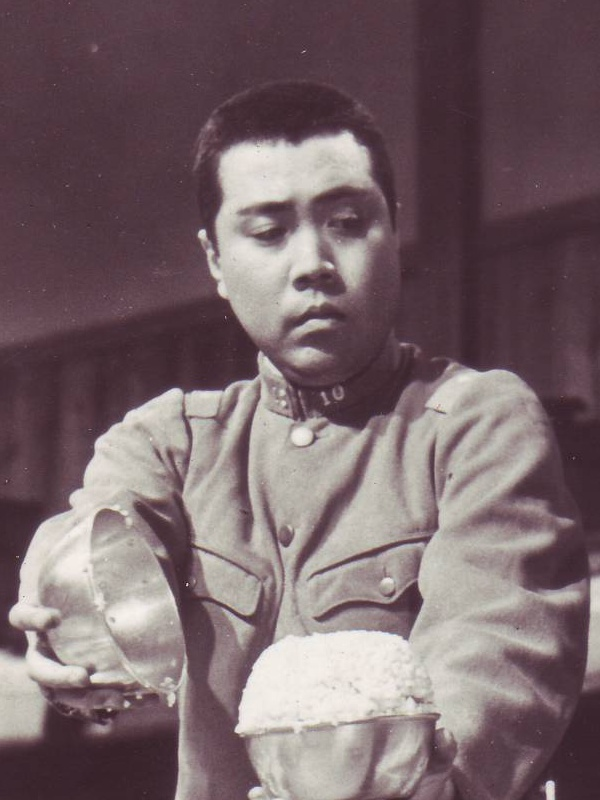
藤山寛美 / 5月21日没

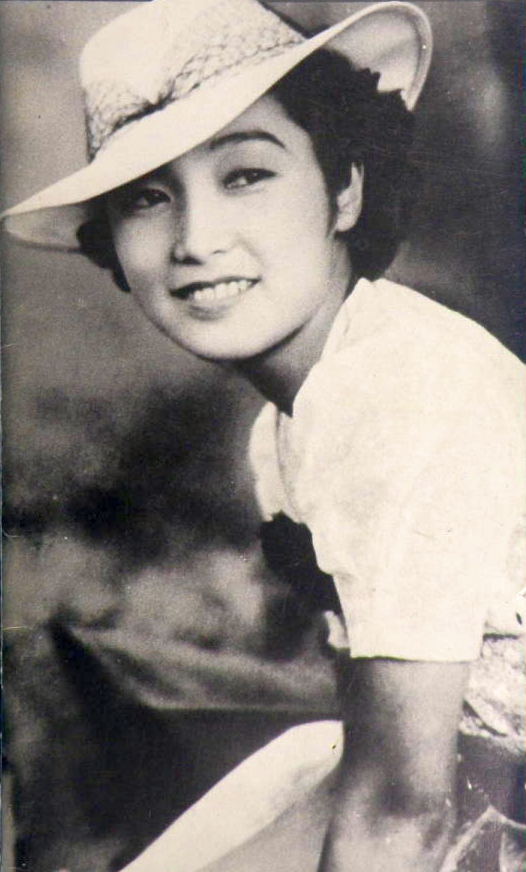
高峰三枝子 / 5月27日没

## （1日 - 15日）
- 5月3日 - 池波正太郎、小説家（* 1923年）
- 5月3日 - 早野凡平、大道芸人（* 1940年）
- 5月8日 - 内藤雋輔、東洋史学者（* 1896年）
- 5月10日 - 岸輝子、女優（* 1905年）
- 5月13日 - 加東康一、芸能評論家（* 1930年）
- 5月15日 - 神風正一、大相撲力士、相撲解説者（* 1921年）

## （16日 - 31日）
- 5月16日 - サミー・デイヴィスJr.、アメリカの歌手・俳優（* 1925年）
- 5月16日 - ジム・ヘンソン、操り人形師・マペット製作者（* 1936年）
- 5月16日 - 土家歩、俳優（* 1964年）
- 5月18日 - ジル・アイアランド、イギリスの映画女優（* 1936年）
- 5月21日 - 藤山寛美、喜劇役者（* 1929年）
- 5月21日 - 多田幸雄、俳優（* 1936年）
- 5月23日 - 林清一、元プロ野球選手【東京巨人軍】（* 1915年）
- 5月27日 - 高峰三枝子、女優（* 1918年）
- 5月28日 - 中村竹弥、俳優（* 1918年）
- 5月28日 - 西田昭市、俳優、声優（* 1928年）
- 5月31日 - 吉岡実、詩人（* 1919年）